# Waikanabu
Waikanabu is een bestuurslaag in het regentschap Oost-Soemba van de provincie Oost-Nusa Tenggara, Indonesië. Waikanabu telt 912 inwoners (volkstelling 2010).